# Vincenzo Forcella
Vincenzo Forcella (Corneto, 3 luglio 1837 – Milano, 25 gennaio 1906) è stato un bibliotecario e storico italiano.

## Biografia
Nel 1869 cominciò a pubblicare le Iscrizioni delle chiese e d'altri edifici di Roma dal secolo XI ai nostri giorni, che concluse in 14 volumi nel 1884. L'opera si segnala per la completezza e precisione delle indicazioni.
Allo storico milanese il comune di Milano ha intitolato la via Vincenzo Forcella, nei pressi di Porta Genova.

## Opere
- Iscrizioni delle chiese e d'altri edificii di Roma dal secolo XI fino ai giorni nostri (in 14 volumi), Roma, 1869-1884
- Catalogo dei manoscritti riguardanti la storia di Roma che si conservano nella Biblioteca Vaticana, Roma, 1879
- Iscrizioni delle chiese e degli altri edifici di Milano dal secolo VIII ai giorni nostri. 1: Porta orientale, Porta romana, Milano, Bortolotti, 1889.
- Iscrizioni delle chiese e degli altri edifici di Milano dal secolo VIII ai giorni nostri. 2:  Porta ticinese, Milano, Bortolotti, 1889.
- Iscrizioni delle chiese e degli altri edifici di Milano dal secolo VIII ai giorni nostri. 3:  Porta vercellina, Milano, Bortolotti, 1890.
- Iscrizioni delle chiese e degli altri edifici di Milano dal secolo VIII ai giorni nostri. 4:  Porta comasina, Porta nuova, Milano, Bortolotti, 1890.
- Iscrizioni delle chiese e degli altri edifici di Milano dal secolo VIII ai giorni nostri. 5:  Porta nuova, continuazione. Appendice, Milano, Bortolotti, 1890.
- Iscrizioni delle chiese e degli altri edifici di Milano dal secolo VIII ai giorni nostri. 6:  Cimiteri, Milano, Bortolotti, 1891.
- Iscrizioni delle chiese e degli altri edifici di Milano dal secolo VIII ai giorni nostri. 7:  Cimiteri, Milano, Bortolotti, 1891.
- Iscrizioni delle chiese e degli altri edifici di Milano dal secolo VIII ai giorni nostri. 8: Istituti di beneficenza, Milano, Bortolotti, 1891.
- Iscrizioni delle chiese e degli altri edifici di Milano dal secolo VIII ai giorni nostri. 9:  Istituti di scienze, lettere ed arti, Milano, Bortolotti, 1892.
- Iscrizioni delle chiese e degli altri edifici di Milano dal secolo VIII ai giorni nostri. 10:  Monumenti, Milano, Bortolotti, 1892.
- Iscrizioni delle chiese e degli altri edifici di Milano dal secolo VIII ai giorni nostri. 11: Campane, Milano, Bortolotti, 1892.
- Iscrizioni delle chiese e degli altri edifici di Milano dal secolo VIII ai giorni nostri. 12: Indici, Milano, Bortolotti, 1893.
- Notizie storiche degli intarsiatori e scultori di legno che lavorarono nelle chiese di Milano dal 1141 al 1765, Milano, 1895
- La tarsia e la scultura in legno nelle sedie corali e negli armadi di alcune chiese di Milano e della Lombardia, Milano, MDCCCXCV